# Ales' Bjaljacki
Ales' Viktaravič Bjaljacki, talvolta traslitterato come Aleś Bialacki, Ales Bialiatski e Alies Bialiacki (in bielorusso Але́сь Ві́ктаравіч Бяля́цкі?; in russo Алесь Викторович Беляцкий?, Ales' Viktorovič Beljackij; Vjartsilja, 25 settembre 1962), è un attivista bielorusso noto per il suo lavoro con il Viasna Human Rights Centre, di cui è attualmente a capo, e per la fondazione del Partito BPF.
Vicepresidente della Federazione internazionale per i diritti umani, ha ricevuto l'Homo homini Award e il Premio Per Anger per il suo impegno nella promozione dei diritti umani e della democrazia mondiale.È stato arrestato dalle autorità bielorusse per evasione fiscale nel 2011. Il 7 ottobre 2022 è stato insignito del Premio Nobel per la pace insieme all'organizzazione ucraina Centro per le libertà civili (ucraino: Центр Громадянських Свобод) e all'organizzazione russa Memorial.
Dal 14 luglio 2021 è di nuovo in carcere per presunta evasione fiscale. I difensori dei diritti umani considerano le accuse motivate politicamente e non giuridicamente; essi riconoscono Bjaljacki come prigioniero di coscienza. È stato condannato a 10 anni di prigione con la generica accusa di "attività che violano gravemente l'ordine pubblico".

## Biografia

### Gli inizi
Nasce a Vjartsilja, nell'odierna Carelia, Russia, da genitori bielorussi. Studioso della letteratura bielorussa, si è laureato presso l'università statale di Homel' Francysk Skaryna. Ha ricevuto anche un dottorato di ricerca presso l'Accademia bielorussa delle Scienze. È membro dell'unione degli scrittori bielorussi, e ha contribuito a fondare l'Associazione Tutėjšyja dei giovani scrittori, della quale fu presidente del gruppo tra il 1986 ed il 1989.

### Attivismo
Nel 1980, fu parte attiva nelle proteste antisovietiche. Ha contribuito ad organizzare un evento importante, una cerimonia commemorativa presso Kurapaty, un sito dove, verso la fine del 1930, si suppone che la NKVD abbia assassinato migliaia di oppositori politici. Fu anche uno dei membri fondatori del "Fronte popolare bielorusso" e della Comunità cattolica bielorussa. Ha inoltre fondato nel 1996 il Centro per i diritti umani Viasna (Viasna Human Rights Centre). L'organizzazione con sede a Minsk fornisce assistenza finanziaria e legale per i prigionieri politici e le loro famiglie. Secondo la "Federazione internazionale per i diritti umani", il 14 febbraio 2011, Bjaljacki venne convocato nell'ufficio del pubblico ministero e fu avvertito che, dato che Viasna era un'organizzazione non registrata e se il gruppo avesse continuato la sua attività, il governo avrebbe dato inizio ad un procedimento penale nei suoi confronti.

### Il riconoscimento internazionale
Nel 2005, Bjaljacki e Viasna vincono il premio homo homini della Repubblica ONG People in Need, un premio che riconosce quanto "un individuo è meritevole di significativo riconoscimento per la promozione dei diritti umani, la democrazia e le soluzioni non violente ai conflitti politici".  Nel 2006, ha vinto il Premio Per Anger,  dal nome per diplomatico svedese Per Anger e assegnato a un individuo che "promuove la democrazia e gli sforzi umanitari, è caratterizzato da misure attive e iniziativa, lavora per nessun guadagno personale, prende grande rischi personali, mostra grande coraggio ed è un modello per gli altri ". Bjaljacki nel 2007 fu vice presidente della Federazione Internazionale per i Diritti Umani, incarico che detiene ancora a partire da febbraio 2013. Nel 2006 ha ricevuto il "premio Sacharov della libertà" da parte del comitato Helsinki norvegese. Nel 2012, insieme alla Coalizione per i diritti umani e il diritto costituzionale della società civile dell'Uganda, vince l'edizione 2011 dell’Human Rights Defenders Award conferito dal Dipartimento di Stato americano. Ha ricevuto il premio in contumacia, il premio consegnato il 25 settembre 2012 alla moglie Natallja Pinčuk presso l'ambasciata americana a Varsavia, in Polonia.  Nel 2012 ha anche vinto sia il premio Lech Wałęsa, che il premio per la "democratizzazione della Repubblica di Bielorussia, la sua promozione attiva dei diritti umani e gli aiuti previsti per le persone attualmente perseguitati dalle autorità bielorusse". La cerimonia di presentazione del premio Lech Wałęsa si è tenuta presso Artus Manor a Danzica. Il premio è stato ricevuto dalla moglie, Natallja Pinčuk. Nel 2012, è stato nominato per il Premio Nobel per la pace. Nel 2013, è stato rieletto come uno dei 15 FIDH Nello stesso anno, l'Assemblea parlamentare del Consiglio d'Europa, gli ha assegnato il premio per i diritti umani Václav Havel per il suo lavoro come "difensore dei diritti umani, in modo che i cittadini della Bielorussia un giorno possano aspirare ai nostri standard europei".

### Agosto 2011: l'arresto
In data 4 agosto 2011 viene arrestato con la falsa accusa di evasione fiscale accusa che comporta fino a 7 anni di reclusione e la confisca dei beni. L'accusa è stata possibile grazie ai documenti finanziari rilasciati dai pubblici ministeri di Lituania e Polonia. Radosław Sikorski, ministro degli Esteri della Polonia, in seguito ha chiesto scusa per il "errore riprovevole" e anche la Lituania ha pubblicato delle scuse.

### Reazioni
Diverse organizzazioni di diritti umani internazionali non governative hanno chiesto "l'immediato e incondizionato rilascio" di Bjaljacki. L'11 agosto 2011, Amnesty International ha dichiarato Bjaljacki prigioniero di coscienza. Il 12 settembre 2011, la Federazione Internazionale per i Diritti Umani (FIDH) ha lanciato una campagna per sostenere il suo rilascio e informare maggiormente sulle condizioni dei prigionieri politici in Bielorussia. Tacjana Reviaka, collega di Bjaljacki a Viasna, e il Presidente del bielorusso per i diritti umani a Vilnius, hanno affermato che "il motivo dietro queste accuse è dovuto al fatto che la nostra organizzazione, la Viasna, ha fornito in Bielorussia, assistenza alle vittime di repressioni politiche". "L'arresto di Bjaljacki è un chiaro caso di ritorsione verso di lui e Tacjana per il loro lavoro sui diritti umani. È l'ultimo di una lunga serie di sforzi da parte del governo di schiacciare la società civile Bielorussa". L'ambasciatore francese per i diritti umani, François Zimeray, ha ricevuto la moglie di Ales' Bjaljacki, Natallja Bjaljacki a Parigi, e ha espresso il pieno sostegno del governo francese. Il ministro degli esteri polacco Radosław Sikorski si è formalmente scusato per l'aiuto concesso alla Bielorussia e ha dichiarato che i pubblici ministeri stanno "iniziando un'indagine per scoprire chi ha fornito le informazioni alla Bielorussia, nonostante le istruzioni fornite dal ministero degli Esteri della Polonia." Andrej Savinych, capo dell'Ufficio Informazioni, addetto stampa del Ministero degli Affari Esteri della Bielorussia, ha affermato che la dichiarazione del ministero degli esteri polacco "dimostra uno splendido nichilismo di pratiche legali," Il ministero degli affari Esteri Bielorusso ha continuato ad accusare la Polonia di consentire al fine di giustificare i mezzi e "che la pratica di creare formazioni pseudo-politiche artificiali controllate dall'estero, contraddice le leggi nazionali e alimenta crimini e abusi. "Le accuse delle autorità contro Bjaljacki consistevano in una presunta omissione di ricavi miliardari"... omesso nella dichiarazione dei redditi una somma pari a 143,7 milioni di Rubli Bielorussi in imposte sul reddito."

### Condanna
Il 24 ottobre 2011, Bjaljacki viene condannato a 4 anni e mezzo di carcere per "occultamento di reddito su larga scala." Le Nazioni Unite hanno condannato i tribunali bielorussi per la frase eccessiva e chiesto il suo rilascio immediato. Un portavoce delle Nazioni Unite ha espresso la preoccupazione che una tale decisione "avrà un impatto negativo sulla capacità della società civile di operare liberamente e senza paura.". Nel corso della 64ª sessione, il Gruppo di lavoro delle Nazioni Unite sulla detenzione arbitraria, il WGAD, ha adottato la decisione con codice protocollo, "A/HRC/WGAD/2012/39", pubblicata il 23 novembre 2012, in cui rileva che la detenzione del signor Ales' Bjaljacki, era arbitraria. Nel settembre 2012, viene annunciato Bialiatsky quale vincitore del Premio Lech Wałęsa. La giuria del premio venne presieduta dall'ex presidente polacco Lech Wałęsa, e comprendeva: Mikuláš Dzurinda, ex primo ministro della Slovacchia, e Bernard Kouchner, ex ministro degli Esteri francese. Bjaljacki è stato anche proposto nel mese di ottobre del 2012, dal Parlamento Europeo, quale finalista per il Premio Sakharov per la libertà di pensiero, dal nome del dissidente sovietico Andrej Sacharov. Il premio per i diritti umani alla fine è andato all'avvocata iraniana Nasrin Sotoudeh e al regista Jafar Panahi. Il 26 novembre 2012, in base ad una sentenza del tribunale contro Bjaljacki, l'ufficio di Minsk di Viasna è stato confiscato e sigillato dal governo bielorusso. Amnesty International ha descritto la chiusura come "una palese violazione degli obblighi internazionali sui diritti umani Bielorussia".

### 21 giugno 2014: il rilascio
Bjaljacki, che è presidente del Centro per i diritti umani Viasna della Bielorussia viene rilasciato dal carcere 20 mesi prima del previsto, il 21 giugno 2014, dopo 1.052 giorni di detenzione arbitraria e in condizioni di salute precarie, dovute soprattutto ai periodi di isolamento. Il 11 novembre 2014 il consiglio comunale di Siracusa ha conferito la cittadinanza onoraria ad Ales Bjaljacki, su istanza del gruppo locale di Amnesty International, gruppo Italia 85, come simbolo della strenua difesa dei diritti umani in Europa. Il 26 febbraio 2015 Bjaljacki è giunto a Siracusa per ricevere personalmente il riconoscimento.

### Nuovo arresto nel 2021
Il 14 luglio 2021, la polizia bielorussa ha perquisito le case dei dipendenti di Viasna in tutto il paese e ha fatto irruzione nell'ufficio centrale. Bjaljacki e i suoi colleghi Vladimir Stefanovič e Vladimir Labkovič sono stati arrestati.
Il 6 ottobre 2021 Bjaljacki è stato accusato di evasione fiscale con una pena massima di 7 anni di reclusione. Al 7 ottobre 2022, era ancora in carcere.. Nel febbraio 2023 in un tribunale bielorusso è stata chiesta la condanna a 12 anni di carcere per Bjaljacki per l'accusa di guidare Viasna, un centro per i diritti umani. Verrà condannato nel marzo 2023 a 10 anni di carcere per "attività che violano gravemente l'ordine pubblico".

### Nobel per la Pace 2022
Nel 2022 Bjaljacki ha ricevuto il Premio Nobel per la pace, assieme alle associazioni Memorial e Centro per le libertà civili. Essendo incarcerato, la moglie ha ritirato il premio per lui a Oslo.
È uno dei tre Nobel per la pace attualmente imprigionati, assieme all'iraniana Narges Mohammadi e alla birmana Aung San Suu Kyi.

## Vita privata
È sposato con Natallja Pinčuk. Si sono conosciuti nel 1982, quando lui era studente presso l'università statale di Homel' Francysk Skaryna e Natallja studiava al collegio pedagogico di Loeŭ. Si sposano nel 1987 e hanno un figlio di nome Adam. Ha affermato che i suoi due grandi hobby sono ora la ricerca di funghi e piantare fiori. Generalmente parla bielorusso.

## Riconoscimenti e onorificenze

### Premio Nobel
Il 7 ottobre 2022 il comitato norvegese gli conferì il Premio Nobel per la pace, con la seguente motivazione:
Prima dell'assegnazione del Premio Nobel nel 2022, Bjaljacki è stato nominato cinque volte senza successo; nel 2006, nel 2007, nel 2012 (ma il premio è stato assegnato al Unione europea), nel febbraio 2013 (nominato dal parlamentare norvegese Jan Tore Sanner), nel 2014 (160 parlamentari polacchi lo hanno nominato per il premio).
Dopo l'assegnazione del Premio Nobel per la Pace 2022, i membri dell'opposizione bielorussa lo hanno celebrato, con Svjatlana Cichanoŭskaja che ha affermato in un Tweet: "Il premio è un riconoscimento importante per tutti i bielorussi che lottano per la libertà e la democrazia. Tutti i prigionieri politici devono essere rilasciati senza indugio".